# Maria Wodzińska
Maria Wodzińska (7. siječnja 1819. – 7. prosinca 1896.) bila je poljska umjetnica svojedobno zaručena za skladatelja Frédérica Chopina.

## Život
Maria Wodzińska bila je kći grofa Wincentyja Wodzińskoga i grofice Terese Wodzińske. Imala je tri brata, Antonija, Feliksa, and Kazimierza, te sestru, Józefu. Obitelj se 1832. preselila u Ženevu, gdje je Maria bila "blještava zvijezda kućanstva... zadivljujuća u svakom smislu". Učila je svirati glasovir sa skladateljem Johnom Fieldom i umjetnost na akademiji u Ženevi. Princ Louis-Napoleon (kasnije Napoleon III.) navodno je bio jedan od zaljubljenih u nju, kao i pjesnik Juliusz Slowacki, koji je o njoj napisao pjesmu. Opisana je kao osoba "s daškom Mediterana": maslinaste puti, tamne kose i očiju.
Ona je bila osoba kojoj je Chopin posvetio Grand valse brillante, Op. 18, 1834. godine i Oproštajnog valcera 1835. Ujedno je i naslikala skladatelja, stvorivši ono što je Tad Szulc nazvao "jednim od najboljih preživjelih portreta Chopina - nakon onoga koji je naslikao Delacroix - na kojemu skladatelj izgleda opušteno, zamišljeno i smireno". 1836. godine, uz pristanak Marijine majke, Maria i Chopin su se zaručili, ali njezin se otac protivio tome savezu zbog Chopinova loša zdravlja, i njihova je veza završila 1837. godine. (Chopin je umro 1849.). 
Dne 24. srpnja 1841. udala se za Józefa Skarbeka, sina Fryderyka Skarbeka, krsnoga kuma Frederica Chopina po kojemu je Chopin i dobio ime. Par se kasnije razveo.
Godine 1848. udala se za prvog podstanara svoga muža, Władysława Orpiszewskog. Imali su sina, ali je dječak preminuo u četvrtoj godini. Suprug joj je preminuo u Firenci 1881., čime je postala udovica. Ostatak života provela je u mjestu Klobka, u Poljskoj, kod svoje nećakinje Jozefe. Njezina je ostavština ostala u njezinom posljednjem prebivalištu.
Wodzińskin nećak Antoni - kojega ne treba miješati s njegovim ocem, Marijinim bratom Antonijem, koji je boravio u Chopinovu domu tijekom Chopinova djetinjstva i živio u Parizu dok je Chopin bio ondje, napisao je knjigu o detaljima Chopinova odnosa s njome: Les trois romans de Frédéric Chopin, objavljenu 1886. Frederick Niecks, prvi iscrpniji Chopinov biograf, ustvrdio je kako je knjiga "po prirodi više roman, nego biografija". 1912. Antoni je napisao životopis svoje tete O Marii Wodzińskiej, prvo izdanje knjige objavljeno je 2015.

## Daljnja literatura
- Wodziński, Antoni. 2015. O Marii Wodzińskiej (poljski). Iwonicz-Zdrój. ISBN 978-83-943125-1-0